# Bùi Hạnh Cẩn
Bùi Hạnh Cẩn (1919 - 2020) là một nhà báo, nhà thơ, dịch giả và nghệ nhân tranh chữ người Việt Nam. Ông từng giữ chức quyền Tổng biên tập Báo Thủ Đô (nay là Báo Hà Nội Mới); Giám đốc Nhà xuất bản Hà Nội; Ủy viên thường trực, Chánh văn phòng Hội Nhà báo Việt Nam; Sáng lập viên Hội Nhà văn Việt Nam; Tổng thư ký Hội Văn học nghệ thuật Hà Nội.

## Tiểu sử
Bùi Hạnh Cẩn sinh ngày 16 tháng 5 năm 1919 tại thôn Vân Tập, xã Minh Tân, huyện Vụ Bản, tỉnh Nam Định, trong một gia đình Nho giáo. Cha ông là nhà nho Bùi Trình Khiêm (1880 - 1951), Đại biểu Quốc hội khoá I của Việt Nam.
Ông có một người con gái là PGS.TS. Bùi Thị An, Đại biểu quốc hội Việt Nam khoá XIII.
Bùi Hạnh Cẩn qua đời ngày 4 tháng 2 năm 2020, hưởng thọ 100 tuổi.

## Từ ông đồ đến nhà báo
Khoảng năm 1938-1939, Bùi Hạnh Cẩn lên Hà Nội, ban đầu ông tham gia Hội Truyền bá Quốc ngữ, cùng với Nguyễn Hồng Nghi (về sau là đạo diễn, nghệ sĩ nhiếp ảnh), Nguyễn Trinh Cơ (giáo sư, bác sĩ), mang bảng, phấn đến các chợ, bến xe, những nơi có đông người để dạy học. Ông còn cùng với Nguyễn Hồng Nghi tổ chức diễn kịch của Nguyễn Bính để lấy tiền ủng hộ quỹ Hội Truyền bá Quốc ngữ.
Từ trước Cách mạng tháng 8 năm 1945 ông đã từng viết cho nhiều tờ báo nên có dịp tiếp xúc với các luồng tư tưởng tiến bộ đương thời. Bùi Hạnh Cẩn bắt đầu viết báo, những bài đầu tiên của ông xuất hiện trên các tờ Ngọ báo, Đông Pháp, Tin tức, Tiểu thuyết thứ Năm, Đàn bà... Các bài báo của ông thời kì này chủ yếu bàn về các vấn đề văn hóa, văn học nghệ thuật. Bùi Hạnh Cẩn là người thích cái mới, ghét sự rập khuôn, chính vì vậy mà ông viết cho những tờ báo có nhiều cách tân về nội dung cũng như hình thức như Ngày nay (của nhóm Tự lực văn đoàn), Tiểu thuyết thứ năm... Thần tượng của ông là những nhà văn, nhà báo luôn đề cao sự sáng tạo, mở đường cho những trào lưu văn hoá, văn học, ngôn ngữ như Phạm Duy Tốn, Dương Bá Trạc, Phan Kế Bính, Nguyễn Bá Học... Đặc biệt, Bùi Hạnh Cẩn rất ủng hộ sự hiện đại hóa ngôn ngữ báo chí của Hoàng Tích Chu.
Sau Cách mạng tháng 8 năm 1945, Bùi Hạnh Cẩn về công tác tại Nam Định, ông được cử làm Kiểm soát viên tài liệu của Ty Bình dân học vụ tỉnh Nam Định, có nhiệm vụ chuyển tài liệu cho mọi người đọc, học và nghiên cứu. Tại quê nhà, ông đã tham gia viết tờ Nam Định kháng chiến, do nhà báo Chu Hà (Lã Xuân Choát) phụ trách chung về kĩ thuật, ngoài ra có Sao Mai (Tân Khải Minh) và một vài người khác. Nam Định kháng chiến và tờ báo Tia sáng (Étincelle in bằng tiếng Pháp, do Hữu Ngọc phụ trách) toả đi khắp các xã, huyện, đưa vào thành phố, phát đến tận tay lính lê dương, làm tốt nhiệm vụ thông tin và địch vận.
Khi vai trò của tờ Nam Định kháng chiến không còn phù hợp với tình hình mới, Báo Công dân ra đời. Báo do Chu Hà làm Thư ký tòa soạn, Trúc Đường (Nguyễn Mạnh Phác), Sao Mai, Bùi Hạnh Cẩn lại tiếp tục làm cho Báo Công dân, sau bổ sung thêm Trần Lê Văn, Lộng Chương... Cũng như phần lớn những nhà báo kháng chiến lúc đó, Bùi Hạnh Cẩn thể hiện sự linh hoạt trong việc sử dụng ngòi bút của mình. Lúc ông viết truyện ngắn, kịch, làm thơ trữ tình, khi ông làm thơ trào phúng, kí, phóng sự, thậm chí đưa cả những tin chiến sự ngắn. Ông phụ trách mục "Trên đe dưới búa" với lối viết giản dị theo thể văn vần được bạn đọc rất hoan nghênh. Từ đó, hình thức này được nhiều nhà báo cách mạng thời bấy giờ vận dụng.
Sau ngày hòa bình lập lại (1954), Bùi Hạnh Cẩn lên thủ đô tiếp tục tham gia công tác báo chí. Đầu tiên là tờ Thủ đô (nay là báo Hà Nội mới) mà gần như ông phải quán xuyến hết phần nội dung của báo. Ông từng giữ cương vị là Quyền Tổng biên tập báo Thủ đô Hà Nội, Ủy viên thường trực, Chánh văn phòng Hội Nhà báo Việt Nam.
Các tác phẩm báo chí của ông gắn với các bút danh Thôn Vân, Hạnh, Lê Xung Kích... đã là hiện thân của sự gắn bó thẳm sâu của ông với quê hương, đất nước và sự tài hoa, trách nhiệm công dân của nhà báo với hơn 70 năm cầm bút. Dù ở vị trí nào - phóng viên, biên tập viên, cán bộ quản lí, ông đều chất phác, dễ gần, năng nổ, xông xáo.
Các bài viết của Bùi Hạnh Cẩn cùng với Xích Điểu (Trần Minh Tước) viết bài trên mục "Đánh mấy vần" trên Báo Thống nhất, mục "Qua các dòng tin" trên Báo Lao động, mục "Ong vò vẽ" trên Báo Tiền phong, như chiếc vòi của con ong chích vào những vấn đề của cuộc chiến và của cuộc sống nội tại với các bài như "Các thứ "siêu"... Mỹ", "Con Lôi Long", "Hiện đại hay hại điện"... Bạn hữu của ông vẫn không quên giọng văn ví von, mỉa mai, châm biếm đối với những thói hư tật xấu của người đời, và phong cách hài hước, châm biếm, đả kích sâu cay.
Nhắc đến một Bùi Hạnh Cẩn nhà văn, nhà báo, còn phải kể thêm một Bùi Hạnh Cẩn thi nhân. Hồn thơ đến với ông từ tuổi hoa niên. Ông lại có một người em họ là thi sĩ đồng quê Nguyễn Bính, mà hai người thường xuyên thù tạc để sau này ông viết nên thiên hồi ký "Nguyễn Bính và tôi".  Ông còn là tác giả của hơn 100 đầu sách, biên soạn, dịch... trong đó phải kể đến các công trình dịch thơ của Hồ Xuân Hương, "Chinh phụ ngâm" của Đoàn Thị Điểm và Đặng Trần Côn hay "Nguyễn Bính và tôi", "441 bài thơ Đường", "Thăng Long thi văn tuyển"... Ông là hội viên sáng lập Hội Nhà văn Việt Nam từ khoá 1, Giám đốc Nhà xuất bản Hà Nội, Tổng thư ký Hội Văn học nghệ thuật Hà Nội.

## Tranh chữ

Một giáo sư ở trường Đại học Bắc Kinh cũng khẳng định: "Tôi đi khá nhiều, xem khá nhiều nhưng chưa thấy một con ngựa nào hoạt như con ngựa trong tranh này".

Về già, Bùi Hạnh Cẩn có thêm một thú vui sáng tác mới là tranh chữ. Tranh của ông được nhiều người đánh giá là sáng tạo, nhưng cũng không thiếu người đánh giá là thô tục, "loạn chữ thánh hiền".
“ Ở đời phải nghĩ ra phương pháp, phải nghĩ ra biện pháp. Không chỉ đổi mới riêng hình thức mà muốn đổi mới cả tư duy. Nếu không có nội dung mới thì không thể tìm được hình thức mới. Phải có tư duy mới, phải có nội dung mới. ”— Bùi Hạnh Cẩn   

Tranh chữ của Bùi Hạnh Cẩn sử dụng hai loại chữ viết tiếng Việt là chữ Nôm và chữ Quốc ngữ, cùng với chữ Quốc tế ngữ.
“ Chữ ở đây khác với chữ ở đình chùa, mặc dù chữ ở trong đình chùa là rất quý. Và chính vì thế tôi gọi là tranh chữ. Tôi không gọi là thư pháp, cũng chẳng phải thư họa, tôi có thư họa đâu. Ví dụ chữ Tương tư kia thì tôi vẽ, tôi viết đâu. Tôi cách điệu hóa chữ Tương tư như bóng hai người xa xa và tôi cách điệu hóa chữ Tư thành ra một người đứng trông ngóng những cảnh hai người đi ở xa xôi. Rồi tôi lại dùng chữ Tương tư bằng Quốc ngữ như cỏ rối. Dưới chữ Tư không có bàn chân. Chữ Tương tư ấy cũng như cỏ rối trên đường đi rối bời dưới chân. Tất nhiên có thể đưa lên đầu thì bối rối ở đầu, để vào tim thì bối rối ở tim phải không nào?

Nhưng người xem thì khẳng định đấy là tranh chứ không phải là chữ. Tranh đấy xuất phát từ chữ. Và chữ là tranh. Người ta hỏi tôi: Tranh chữ ông định dịch ra chữ Hán là gì? Tôi cũng nghĩ lấn bấn mãi nhưng sau có vài người bạn bảo tôi là gọi là tự họa. Tức là chữ mà thành tranh. Hiện giờ tôi cũng thấy lý thú cái đó. ”— Bùi Hạnh Cẩn   

## Các tác phẩm
Bùi Hạnh Cẩn có khoảng hơn 100 đầu sách (thơ, văn, dịch thuât) được lưu tại thư viện Quốc gia.
- Hẹn
- Hồ Xuân Hương, thơ chữ Hán, chữ Nôm & giai thoại (1999)
- Ngõ ba nhà  (tiểu thuyết, dịch)
- Hai mươi nữ nhân Trung Quốc (2005)
- Trí tuệ Kinh điển Trung Hoa (dịch, 2004)
- Kẻ Dộc Đông Ngàn Hà Nội
- Tự điển Kinh dịch phổ thông
- Sử ký Tư Mã Thiên - Những điều chưa biết (dịch, 2007)
- Từ vựng chữ số và số lượng (1994)
- 192 Bài thơ chữ Hán của Nguyễn Du (1994)
- Thành ngữ, Tục ngữ Việt Nam (2004)
- Tinh hoa văn hoá dưỡng sinh (1991)
- Thăng Long Thi Văn tuyển (dịch, 2006)
- Trạng nguyên, Tiến sĩ, Hương Cống Việt Nam (2002)
- Năm đời Tổng Mỹ (truyện,1973)
- Ký sự lên Kinh (sưu tầm, dịch thơ văn Hải Thượng Lãn Ông, 1973)
- Lê Quý Đôn (truyện ký, 1984)
- Bà Điểm họ Đoàn (nghiên cứu, 1987)
- Chinh phu ngâm của Hông Liệt Bá (dịch)
- Tục ngữ cách ngôn thế giới (1987)
- Chợ Viềng Hội Phủ (sưu tầm khảo cứu, 1983)
- Nguyễn Bính và tôi (hồi ký, 1994)
- Tổng tập thơ chữ Hán Nguyễn Du (dịch, 1996)
- Tổng tập thơ phú Nôm của Nguyễn huy Lượng (dịch, 1996)
- Tranh chữ (2010)